# أنور الفكر
أنور الفكر (1984-)؛ سياسي كويتي، ونائب سابق في مجلس الأمة الكويتي.

## السيرة العلمية والبرلمانية
حصل أنور عراك عنتر عواد الفكر الظفيري على بكالوريوس في التربية الخاصة من كلية التربية الاساسية ، واثناء دراسته كان يشغل منصب رئيس الاتحاد العام لطلبة ومتدربي "الهيئة العامة للتعليم التطبيقي والتدريب" ما بين عامي 2005 - 2006 ، والمنسق العام في "التيار التقدمي الكويتي" ، كما عمل صحفيآ في جريدة الراي الكويتية ، وشارك لأول مرة شارك في إنتخابات مجلس الأمة الكويتي 2020 في الدائرة الرابعة وتم شطبه ، ثم عاد وترشح في انتخابات مجلس الأمة الكويتي 2022 عن نفس الدائرة وتم شطبه أيضا ، الا أنه عاد وترشح أيضا في انتخابات مجلس الأمة الكويتي 2024 وحصل على 8646 صوتًا مُحققًا المركز الثاني في الدائرة الرابعة وفاز بالانتخابات.